# 揚·雷澤克
揚·雷澤克（Jan Rezek，1982年5月5日—）是一位捷克足球運動員。在場上司職前鋒。他現在效力于捷甲球隊特普利采。

## 俱乐部生涯
雷泽克在家乡球队特普利采开始职业足球生涯，2003年帮助球队赢得捷克杯冠军。2004年转投捷克豪门球队布拉格斯巴達，跟随球队赢得联赛冠军。2005年离开捷克，加盟俄罗斯球队克拉斯諾達爾庫班。2006年，在比尔森胜利短暂停留后，他回到布拉格斯巴達，并成为球队主力，帮助球队获得2006/07赛季联赛和杯赛双冠王。2008年，雷泽克再次来到比尔森胜利。在2010/11赛季帮助球队夺得历史上首个顶级联赛冠军头衔后，他离开捷克，加盟塞浦路斯足球甲级联赛球队阿诺索西斯。2013年7月，雷泽克前往中国，加盟中国足球超级联赛球队长春亚泰。7月14日，他在长春亚泰2比3不敌山东鲁能泰山踢满全场，上演中超联赛首秀，并在比赛中射进加盟球队后的首个进球。

## 国家队生涯
2010年，雷泽克首次入选捷克国家足球队。2011年9月6日，他在捷克主场4比0击败乌克兰的国际友谊赛中射进国家队的首球。他入选国家队参加2012年欧洲足球锦标赛的名单，并在赛事中出场2次。